# Hoàng Hoa Thám (phim)
Hoàng Hoa Thám là một bộ phim lịch sử khai thác đề tài cuộc kháng chiến chống Pháp của đạo diễn Trần Phương, ra mắt lần đầu năm 1987.

## Nội dung
Truyện phim kể về cuộc khởi nghĩa oanh liệt của người thủ lĩnh áo nâu Hoàng Hoa Thám, tức Đề Thám, nơi núi rừng Yên Thế. Bất chấp chính sách đàn áp đẫm máu của thực dân Pháp, nghĩa quân Yên Thế vẫn giành nhiều chiến thắng, gây được thanh thế lớn, khiến quân Pháp thất điên bát đảo, Đề Thám lại như hùm thêm vuốt khi có bà vợ ba - bà Ba Cẩn - như một tham mưu sáng suốt, cương nghị.
Cuộc khởi nghĩa ngày càng được mở rộng, viễn cảnh về một nước Nam tự do lớn dần lên, cũng là lúc những rạn nứt trong nội bộ nghĩa quân xuất hiện, lúc bà Ba Cẩn nhận ra những âm mưu nguy hiểm đằng sau lời đề nghị hòa hoãn của người Pháp. Rồi cũng tới lúc quân Pháp trở mặt và nghĩa quân Yên Thế đã quyết liều mình trong một kế hoạch tuyệt mật nhằm thay đổi cục diện chiến trường...
- Tập 1: Thủ lĩnh áo nâu
- Tập 2: Lửa cháy đường chân trời

## Diễn viên
- Đoàn Dũng... Đề Thám[1]
- Trà Giang... Bà Ba Cẩn[2]
- Đức Hải... Cả Trọng (con trai Đề Thám)

## Ê-kíp
- Thiết kế mĩ thuật: Phạm Quang Vĩnh

cát an khánh

## Sự kiện liên quan
Để gây hiệu ứng chân thực nhất cho tác phẩm điện ảnh có đề tài hiếm có này, đoàn làm phim dã tiến hành dựng hẳn một thành đất ở Bắc Giang, mô phỏng doanh trại nghĩa quân Đề Thám.
Hai nghệ sĩ lớn của điện ảnh Việt Nam là Đoàn Dũng (vai Đề Thám) và Trà Giang (vai bà Ba Cẩn) đã có những vai diễn xuất sắc trong bộ phim này, phác họa được khí phách và cả những tình cảm riêng tư của những bậc anh hùng.